# Anton Schrödl

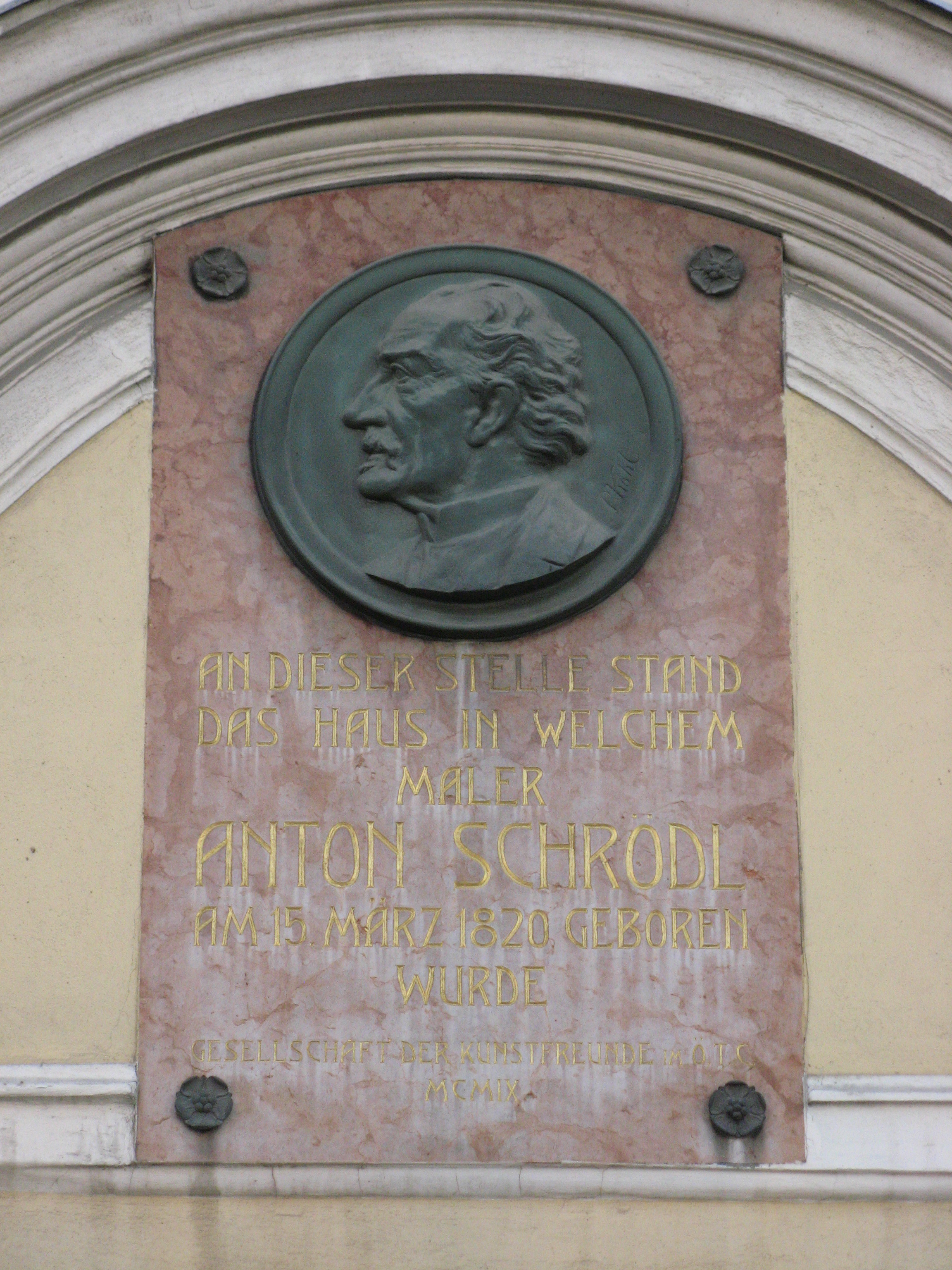
Gedenktafel am Geburtshaus (Wiener Straße 29) von Anton Schrödl in Schwechat mit Porträtrelief, gestaltet von Bildhauer Paul Kohl

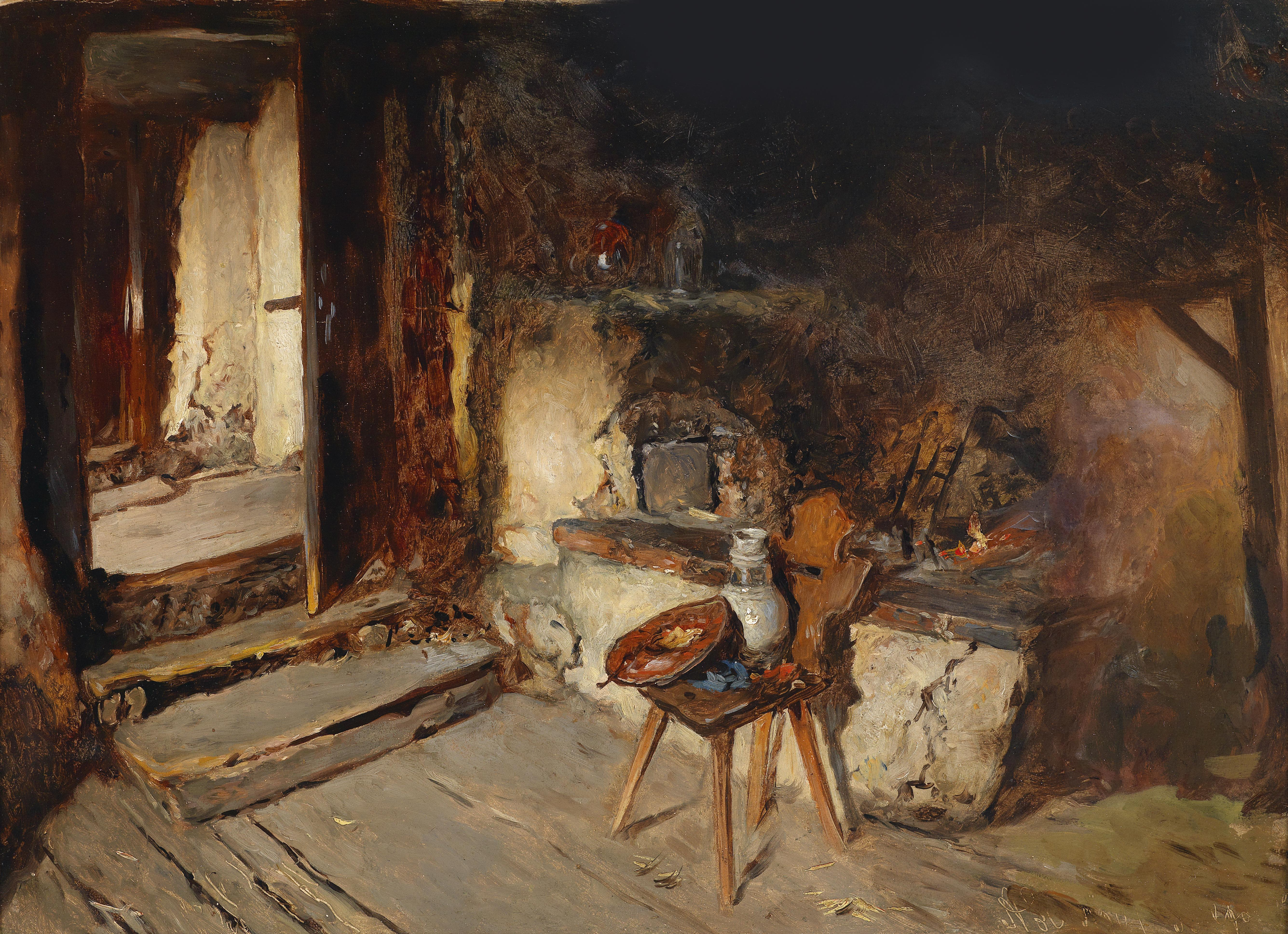
Anton Schrödl: Rauchkuchl, Öl auf Karton

Anton Schrödl (* 15. März 1820 in Schwechat; † 5. Juli 1906 in Wien) war ein österreichischer Maler.

## Leben
Anton Schrödl wurde 1820 im niederösterreichischen Schwechat geboren. Dessen Vorfahre der kaiserliche Mauteinheber in Ybbs, Hans Schrötel von Schröttenstein war, das Geschlecht lässt sich bis 1428 zurückverfolgen. Der ehemalige Wohnsitz war das Schloss Krummnußbaum. Die Angaben über Schrödls Geburtsdatum sind je nach Quelle unterschiedlich, auf seinem Grabstein ist der 8. Juni 1823 angegeben, in den Geschichtsbüchern der Stadt Schwechat wird auch der 15. März 1820 angegeben.
Sein Vater Joseph Schrödl war Eisenhändler in der Wienerstrasse in der damals 2.000 Einwohner zählenden Marktgemeinde Schwechat, sein älterer Bruder Norbert Michael Schrödl (1816–1890) war Elfenbeinschnitzer und Bildhauer, dessen Söhne waren der Maler Norbert Schrödl (1842–1912) und der Bildhauer Leopold Schrödl (1841–1908). Anton Schrödl wuchs unter ärmsten Verhältnissen auf, worauf sich seine Eltern entschieden, dem Verwandten Wetschel die Vormundschaft zu übertragen. Er besuchte bereits im Alter von dreizehn Jahren die Akademie der bildenden Künste Wien unter dem Professor für Blumenmalerei Sebastian Wegmayr (1776–1857) und wurde 1835 mit dem Gundel-Preis ausgezeichnet.
Er begann seine ersten Tätigkeiten als Lithograph beim Kunstverlag Matthäus und Joseph Trentsensky in Wien aufzunehmen. Seine Stärken zeigten sich vor allem in Tierstudien und Landschaftsmalereien. Im Auftrag des Zoologen Gustav Jäger entwarf er 1864 den Tiergarten am Schüttel im Wiener Prater. Für die Familie Kuffner entwirft er im 16. Wiener Gemeindebezirk Ottakring eine Pinzgauer Landschaft, die Schrödlalm. Gemeinsam mit dem Polarforscher und Kunstmäzen Johann Nepomuk Graf Wilczek unternahm Schrödl im Jahre 1870 Reisen in den nordafrikanischen Staat Algerien. Der Wiener Tuchhändler und Kunstsammler Friedrich Jakob Gsell (1812–1871) wies in seiner Privatsammlung auch einige Werke von Schrödl auf.
Er nahm zwar nie eine Professur auf der Akademie an, unterrichtete aber trotzdem Schüler wie Johann Nepomuk Geller (1860–1954), Alphons Leopold Mielich (1863–1929), Alfred Jirasek (1863–1931) oder Gustav Ranzoni (1826–1900). Mit den Malern Emil Jakob Schindler (1842–1892) und Tina Blau (1845–1916) verband Schrödl eine Freundschaft.

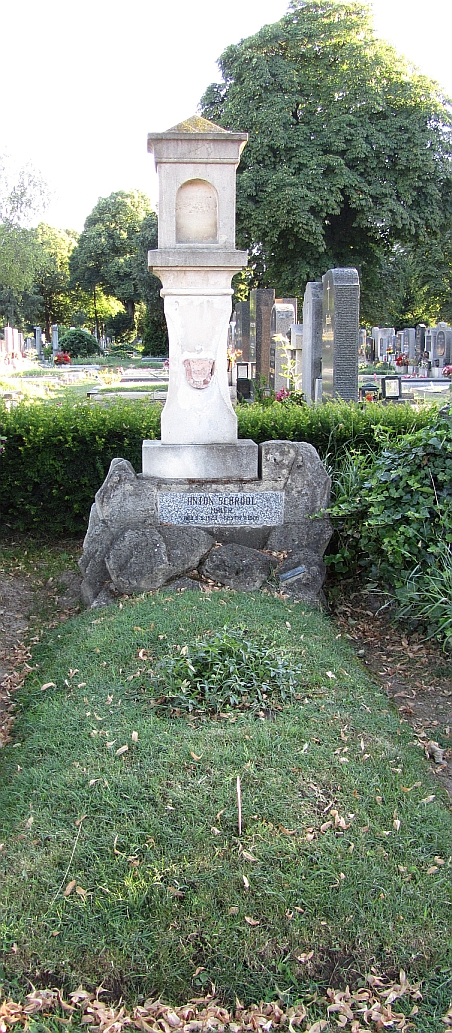
Das Grab des Malers Anton Schrödl auf dem Wiener Zentralfriedhof

 Schrödl war viel auf Reisen, wobei seine finanzielle Situation immer angespannt war. So kam es auch, dass er 1899 rund 200 seiner Werke im Wiener Hotel und Gasthof Zur Goldenen Ente versteigern musste. Die Versteigerung wurde von Samuel Kende geleitet.
Er war in zweiter Ehe mit Adelheid 'Adele' Schindler (1842–1926) verheiratet, die Ehe blieb kinderlos. Er verstarb in seiner Wiener Wohnung in der Kaiser-Joseph-Straße 20 (heute: Heinestraße) im 2. Wiener Gemeindebezirk Leopoldstadt. Seine letzte Ruhestätte fand Anton Schrödl in einem Ehrenhalber gewidmeten Grab der Stadt Wien am Wiener Zentralfriedhof. Sein Nachlass wurde im Jänner 1907 im Künstlerhaus Wien durch die Kunsthandlung Carl Josef Wawra versteigert.
Am 2. Mai 1909 wurde ihm zu Ehren an seinem Geburtshaus in der Wiener Straße 29 eine Gedenktafel enthüllt.

## Leistungen
Seinen ersten Erfolge erzielte er mit den Werken Jagdstück (1841) und Zeichenschule.

## Werke
(Auswahl)
- Das Grubkreuz am Hallstättersee (1847), Bleistiftskizze
- Tiere an der Tränke, Öl auf Leinwand
- Im Stall, Öl auf Karton
- Liegendes Schaf, Öl auf Leinwand
- Wagen von einem Schimmel gezogen, Öl auf Karton
- Pinzgauer Rauchküche, Öl auf Karton
- In der Bauernküche, Öl auf Platte
- Almweide, Öl auf Leinwand
- Ankunft auf der Hochalm, Öl auf Leinwand
- Bewachsener Fels, Öl auf Karton
- Hirte mit Schafen in Ungarn, Öl auf Leinwand
- Wohnzimmer des Künstlers (1881), Öl auf Karton
- Gebirgslandschaft mit Jäger und Hund, Aquarellierter Bleistift
- Das Tischgebet, Öl auf Karton (35 × 27,5 cm)